# Bristol (hrabstwo Grafton)
Bristol – jednostka osadnicza w Stanach Zjednoczonych, w stanie New Hampshire, w hrabstwie Grafton.